# 참새속

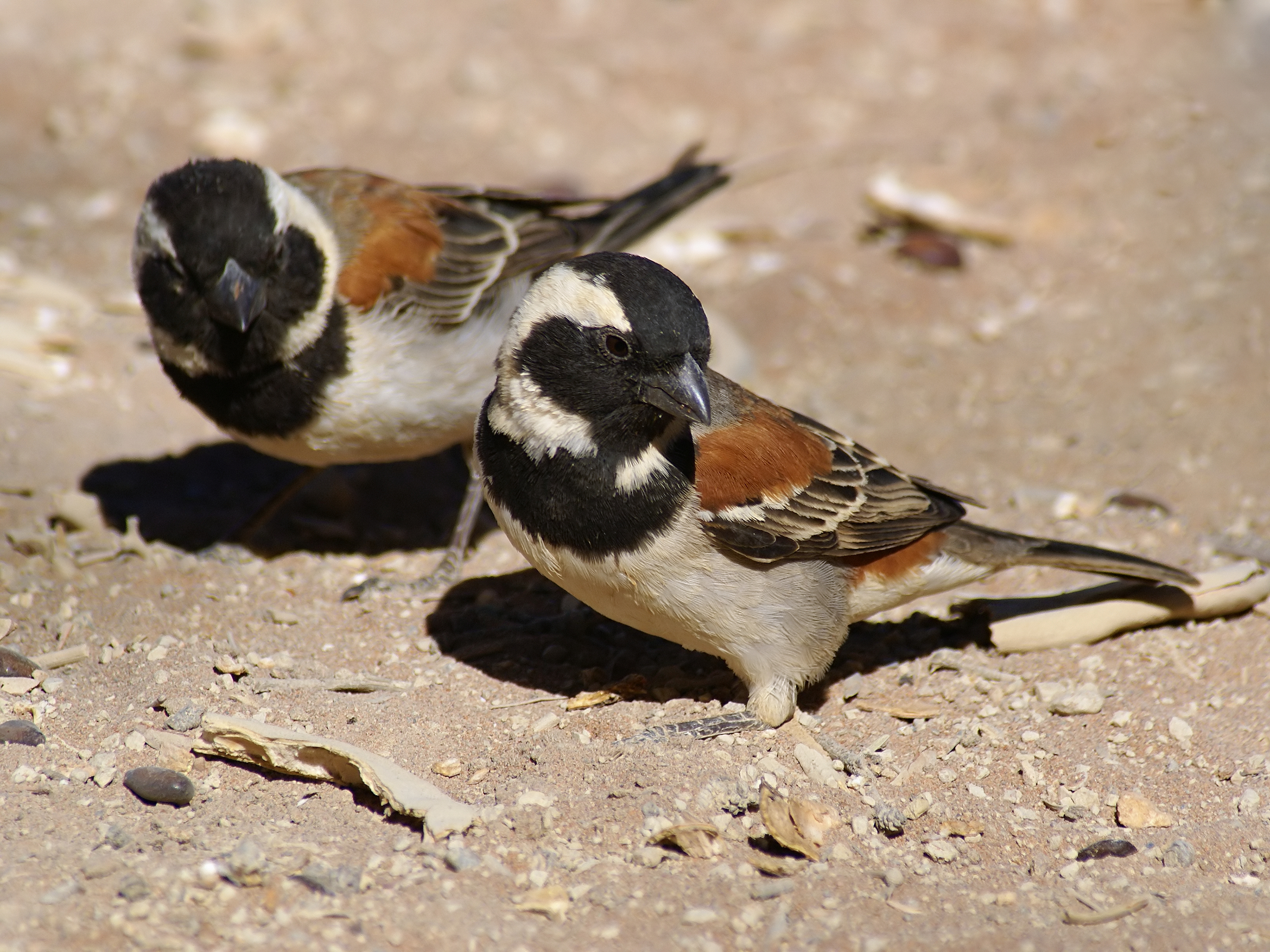

참새속(Passer)은 참새과의 속이다. 28개 종이 있으며 전 세계적으로 가장 흔한 새들 가운데 2가지인 집참새과 참새를 포함한다. 이들은 씨를 먹히기 적합할 정도로 부리가 굵은 작은 새이며 색은 대부분 회색 또는 갈색이다. 구세계에 자생하던 일부 종들은 세계 곳곳으로 유입되었다.

## 종
- 참새
- 집참새